# ماکسیم ماکسیمنکو
ماکسیم ماکسیمنکو (اوکراینی: Максим Олександрович Максименко؛ زادهٔ ۲۸ مهٔ ۱۹۹۰) بازیکن فوتبال اهل اوکراین است.
وی همچنین در تیم‌های ملی فوتبال Ukraine national under-16 football team, Ukraine national under-17 football team، و Ukraine national under-18 football team بازی کرده‌است.